# نیلس مارکوسن
نیلس مارکوسن (دانمارکی: Niels Markussen; ۶ سپتامبر ۱۹۳۴ – ۱۱ ژوئیهٔ ۲۰۰۸) قایقران قایق بادبانی اهل دانمارک بود.